# ميخائيل روتشيلد
ميخائيل روتشيلد (بالإنجليزية: Michael Rothschild) هو اقتصادي أمريكي، ولد في 2 أغسطس 1942 في شيكاغو في الولايات المتحدة.